# Хайнрих X фон Фюрстенберг
Хайнрих X фон Фюрстенберг (на немски: Heinrich X von Fürstenberg; * 19 септември 1536; † 12 октомври 1596, манастир Амтенхаузен) е граф на Фюрстенберг.

## Произход
Той е седмият син, четиринадесетото дете, на граф Фридрих III фон Фюрстенберг (1496 – 1559) и съпругата му графиня Анна фон Верденберг-Хайлигенберг (ок. 1510 – 1554), наследничка на Хайлигенберг и др., дъщеря на граф Кристоф фон Верденберг-Хайлигенберг (1480 – 1534) и Елеонора Гонзага (1488 – 1512). Брат е на Кристоф I (1534 – 1559), граф на Фюрстенберг-Кинцигтал, и на Йоахим (1538 – 1598), граф на Фюрстенберг-Хайлигенберг.
Хайнрих X умира на 12 октомври 1596 г. в манастир Амтенхаузен, Тутлинген, на 60 години. Погребан е в Найдинген.

## Фамилия
Хайнрих X фон Фюрстенберг се жени на 1 април 1560 г. в Лих за графиня Амалия фон Золмс-Лих (* 10 декември 1537; † 18 юни 1593), дъщеря на граф Райнхард I фон Золмс-Хоензолмс-Лих (1491 – 1562) и графиня Мария фон Сайн (1505 – 1586), дъщеря на граф Герхард III фон Сайн и Йохана фон Вид.  Те имат една дъщеря:
- Анна Мария фон Фюрстенберг-Хайлигенберг (* 3 февруари 1562; † 2 октомври 1611), омъжена 1577 г. за фрайхер трушсес Кристоф фон Валдбург-Траухбург (* 24 август 1551; † 28 февруари 1612)